# Bush bread

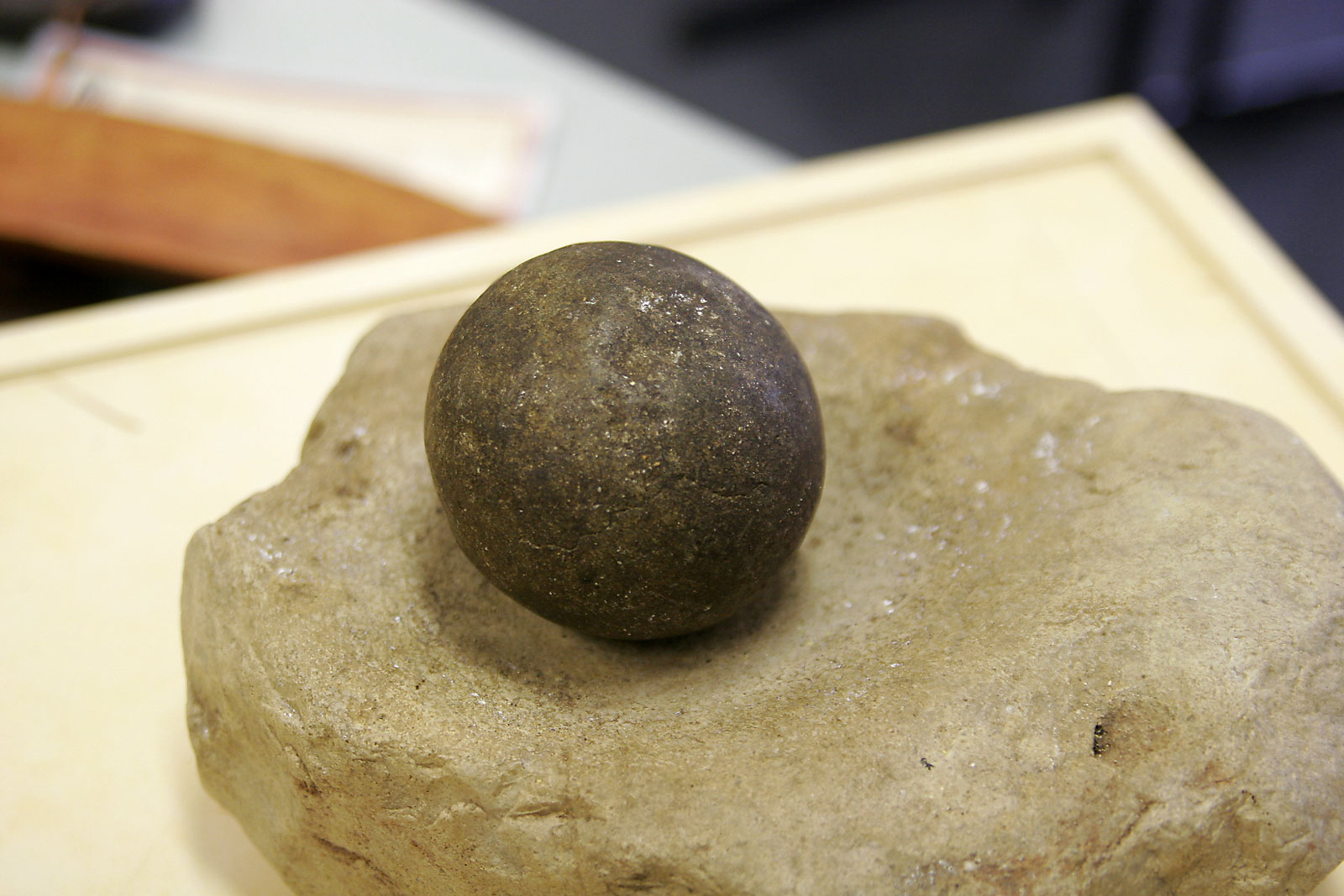
Piedras de moler aborígenes, vital para elaborar harina o pasta para pan. Algunos grupos aborígenes la llaman «madre e hijo».

El bush bread (‘pan de bush’) o seedcakes (‘pasteles de semilla’) es el pan elaborado por los aborígenes australianos durante muchos miles de años, l aplastar las semillas en una masa , después de lo cual se hornea. Es un pan rico en proteínas carbohidratos, y ayudó a conseguir una dieta tradicional equilibrada.
La elaboración del pan era un trabajo femenino, que solía hacerse en grupos, debido a su dureza. Implicaba recoger granos, legumbres, raíces o nueces u otros frutos secos de temporada, y hacer harina y luego masa con ellos, o directamente la masa.
Con la llegada de los europeos y la harina blanca premolida, este proceso de elaboración de pan desapareció casi completamente (se sabe que las mujeres aún hacían seedcakes en Australia Central en la década de 1970). La tradición de cocer el pan sobre brasas perdura aún.

## Elaboración de pan de semillas

### Recogida de la semilla

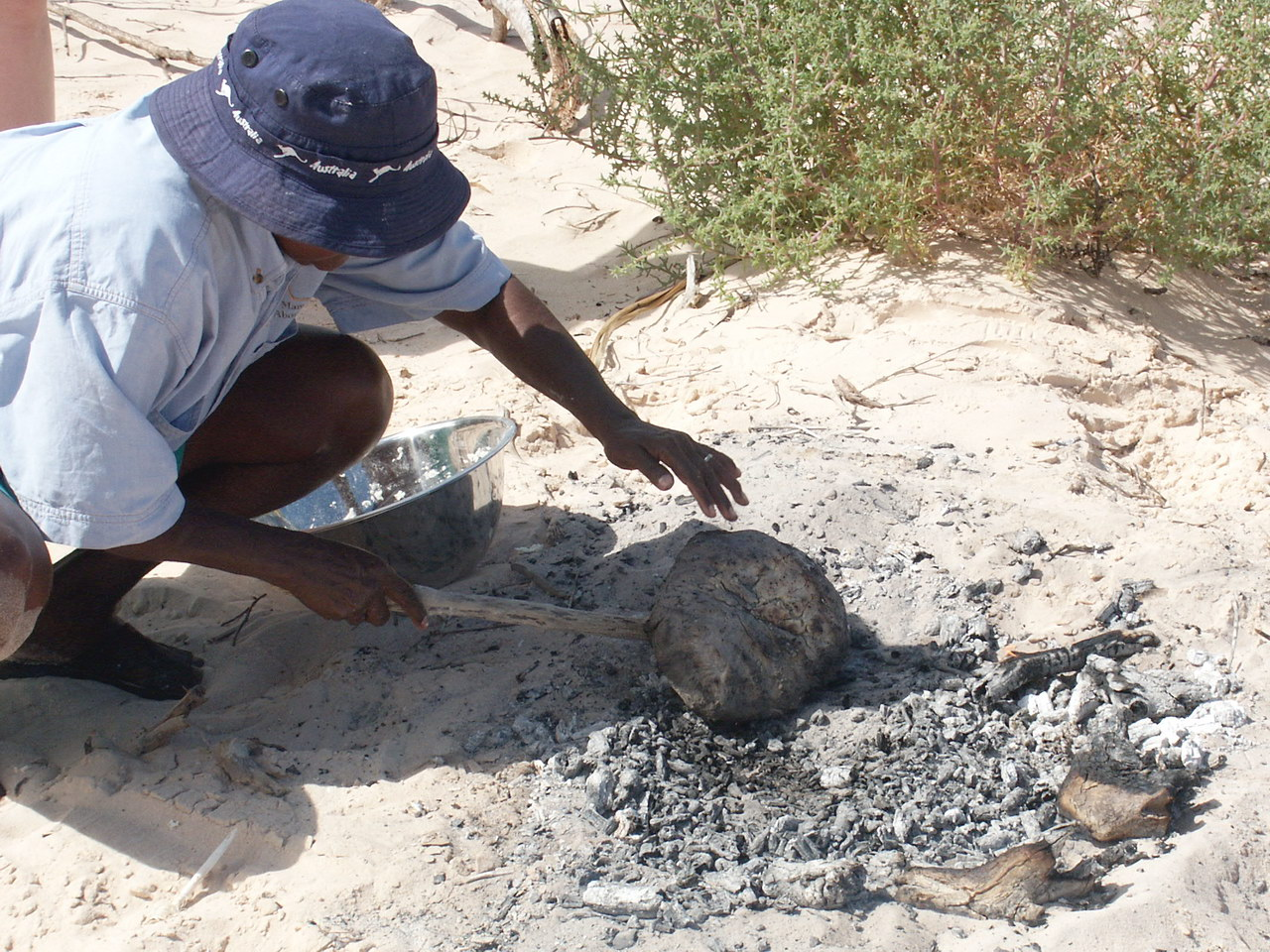
El damper se cuece sobre carbón.

Las semillas variaban según la época del año y la zona de Australia en la que vivía la gente. En Australia Central, el mijo salvaje (Panicum decompositum, Panicum australianse) y el spinifex se usaban habitualmente. También podían emplear semillas de acacia en la mezcla para la harina.
Las mujeres recolectaban las semillas totalmente maduras y secas golpeando las hierbas (o los árboles cargados de vainas en el caso de los acacias) con palos para soltar las semillas. Algunas especies se comían verdes, de forma que al molerse producían jugó en la piedra, que se bebía directamente.
En Kimberley, Australia Occidental las mujeres observaron que tras la temporada seca muchas semillas podían recogerse alrededor de las bocas de los hormigueros. Las hormigas recolectaban y descascarillaban las semillas, de forma que podían cosecharse con mucho menos esfuerzo. Tras dejar secar el grano, podía prepararse la harina.
Otras semillas que pueden usarse son: verdolaga (Portulaca oleracea), zarzo (Acacia victoriae), mulga (Acacia aneura), wakalpulka (Acacia tetragonophylla) y frijol enano (Rhyncharrhena linearis).

### Elaboración de la harina
Tras recolectar el grano había que aventarlo, lo que se hacía empleando el coolamon, un recipiente multiuso. A veces había que repetir el proceso varias veces.
Cuando el grano se había aventado, se molía con una piedra para obtener la harina. Se han descubierto piedras de moler con una antigüedad de 50.000 años. La harina se mezclaba entonces con agua para elaborar la masa, que se ponía sobre ascuas calientes para cocerla. El resultado podía ser un panecillo pequeño (johnny cake) o una hogaza grande (damper, que parece ser una mezcla del estilo de pan tradicional con el europeo).
La masa también podía comerse cruda. La cocción era una buena forma de preparar el pan si el grupo estaba a punto de viajar algún tiempo.

## Elaboración de pan a partir de otros productos vegetales
El pan también podía hacerse con raíces y bulbos de plantas. En el Top End australiano, pueblos como los yolngu usaban la raíz de loto y el taro silvestre, que molían y mezclaban a la pasta para hacer pan.
El pan de semilla de nenúfar también fue popular en el Top End. Las dos especies empleadas eran Nelumbo nucifera y Nymphaea macrosperma. Durante la primera parte de la temporada seca, los nenúfares eran una parte importante de la dieta, comiéndose las vainas de semillas crudas o moliéndolas para obtener una pasta.
Las mujeres sabían cómo «desintoxicar» ciertas plantas. Las semillas de la palmera cicada, Cycas media, son muy cancerígenas cuando se toman crudas, necesitando un elaborado proceso que incluye su pelado, machacado y filtrado en agua corriente durante cinco días antes de poder cocinarse. Tras esto podían emplearse para elaborar hogazas pequeñas, que se conservaban varias semanas.
En Queensland, la gente de la zona del monte Tamborine usaban el cono de la araucaria australiana, endémica en la región, para elaborar pan.

## Otros panes de semillas
El pan de semillas de sésamo, linaza y girasol ha conseguido gran difusión.